# Бријуз
Бријуз (фр. Briouze) насеље је и општина у северној Француској у региону Доња Нормандија, у департману Орн која припада префектури Аржантан.
По подацима из 2011. године у општини је живело 1589 становника, а густина насељености је износила 92,65 становника/km². Општина се простире на површини од 17,15 km². Налази се на средњој надморској висини од 212 метара (максималној 254 m, а минималној 197 m).

## Демографија
| 1962. | 1968. | 1975. | 1982. | 1990. | 1999. | 2011. |
| ----- | ----- | ----- | ----- | ----- | ----- | ----- |
| 1.518 | 1.685 | 1.703 | 1.690 | 1.658 | 1.620 | 1.589 |

График промене броја становника у току последњих година